# Гребля Ваді-Джурф
Гребля Ваді-Джурф (Wadi Jurf) – інженерна споруда на сході Оману.
В 2010-х роках на східному узбережжі Оману почали розвитку порту та індустріальної зони Дукм. Для їх захисту від повеней та живлення місцевих водоносних горизонтів (затримання на певний час води епізодичних дощів дозволяє забезпечити Її максимальне всотування у алювіальні породи русла) спорудили дві греблі, одна з яких розташована у Ваді-Джурф. 
В межах проекту у Ваді-Джурф звели земляну споруду із глиняним ядром висотою 19,4 метра, довжиною 1640 метрів та шириною від 100 (по основі) до 8 (по гребеню) метрів. Лівобережна ділянка греблі завдовжки 300 метрів виконана як бетонована водопереливна із гребенем на рівні 40,5 метра НРМ. Також облаштували бетонний кульверт, що може скидати воду до рівня у 33 метра НРМ.
Гребля може утримувати тимчасове водосховище об’ємом 32,8 млн м3, а площа її водозбірного басейну становить 700 км2. 
В 2019-му році під час тропічного шторму Хіка випало 116 мм осадів, при цьому гребля Ваді-Джурф затримала 16 млн м3 води.
Нижче від греблі у руслі ваді провели значні земляні роботи, підготувавши призначений для безперешкодного пропуску води шлях (канал) завдовжки майже півтора десятки кілометрів (з них 3,5 км є спільною ділянкою після з’єднання каналів від гребель Ваді-Саай та Ваді -Джурф).